# Никитин, Юрий Петрович
Ю́рий Петро́вич Ники́тин (23 августа 1928 — 2 апреля 2021) — советский и российский учёный, академик РАМН (РАН), профессор, заслуженный деятель науки Российской Федерации, заслуженный ветеран СО РАН (2017), почётный профессор Университета Аляски (США), почётный член Российского научного общества терапевтов, почётный кардиолог России, почётный профессор Новосибирского государственного медицинского университета.
Член консультативного Совета международного союза по Приполярной медицине, Европейского и международного союза по Приполярной медицине, Европейского и международного обществ кардиологов, ангиологов, международной сердечной Федерации, член Международной Академии информатизации, член правления ряда российских научных обществ: терапевтов, геронтологов, кардиологов.
Исследования Ю. П. Никитина относятся к разным разделам медицины, им создана одна из ведущих научных школ в Сибирском регионе и России по проблемам атеросклероза, нарушений липидного обмена, сердечно-сосудистых заболеваний и эпидемиологии хронических неинфекционных заболеваний.

## Биография
Родился 23 августа 1928 года в Красноярске.
В 1950 году окончил Новосибирский медицинский институт. Работал врачом-терапевтом городской больницы Новокузнецка (1950—1953). Затем — ассистентом, доцентом кафедры терапии Новокузнецкого института усовершенствования врачей (1953—1968). В Новосибирске организовал факультет повышения квалификации врачей с многопрофильной кафедрой терапии при Новосибирском государственном медицинском университете (1968 г.). С 1968 по 2003 годы заведовал этой кафедрой. С 1970 по 1980 годы был одновременно проректором по научной работе НГМУ. С 1980 по 1990 год — заместитель председателя Президиума СО РАМН.
В 1981 году Никитин создал НИИ терапии СО РАМН и возглавлял его по 2003 год. В последнее время работал советником при дирекции того же института.
Приказом Министра здравоохранения СССР (№ 976 от 21.IX.81 г.) кафедра терапии ФПК НГМУ объединена с институтом терапии СО РАМН. Объединением продемонстрирована высокая продуктивность во всех сферах (наука, образование, лечебная деятельность) за период совместной работы (1981-93 гг.).
Ю. П. Никитин являлся организатором и координатором научного сотрудничества Сибирь-Аляска в области Приполярной медицины (1984—1991), а также координатором советско-канадского сотрудничества (1988—1993).
Ю. П. Никитин внёс большой вклад в подготовку высококвалифицированных кадров Сибири и Крайнего Севера. Выполнено и защищено 115 диссертаций, из них 25 — на соискание ученой степени доктора медицинских наук и более 80 — на соискание ученой степени кандидата медицинских наук. Он много раз представлял отечественную науку на различных международных научных форумах.
Он — автор более 600 научных публикаций, 30 монографий, 5 изобретений, издано 8 учебников и более 30 сборников научных трудов по проблемам популяционной медицины и внутренних заболеваний.
Ю. П. Никитиным созданы несколько научно-медицинских обществ (национальные и региональные): «Академия полярной медицины» (Ю. П. Никитин — президент); региональные общества кардиологов, геронтологов, биохимиков и другие.
В 2004 Ю. П. Никитин основал российский научно-практический журнал «Атеросклероз». Он — главный редактор журнала с 2004 по настоящее время. Также является членом редколлегий и редакционных советов 11 российских медицинских журналов.
Ю. П. Никитин скончался 2 апреля 2021 года, похоронен на Заельцовском кладбище Новосибирска.

## Награды
- Награждён гос. орденами Трудового Красного Знамени (1986), Почета (1996), «За заслуги перед Отечеством» IV степени (2002) и медалями «За доблестный труд» (1970), «За отличные успехи в работе» (высшая школа СССР, 1978) и «За достижения в медицинской науке» (2000).
- Награжден международным орденом «Золотой Орел» (2003, Германия) и международной медалью Хилдеса (1996 г., Канада) и Европейской золотой медалью (Европейская Научно-Промышленная Палата, 2016 г.).
- А также награжден российскими медалями за основание научной школы (2018 г.), за цикл работ по геронтологии (1998 г.), Приполярной медицины (1994 г.), за вклад в развитие здравоохранения и др.
- Также награждён дипломом и медалью имени И.П. Павлова «За вклад в развитие медицины и здравоохранения» РАЕН (1999).